# Rachael Henley
Rachael Henley (Ilkley, 1º marzo 1988) è un'attrice inglese.
Ha due sorelle: Laura e l'attrice Georgie con la quale ha recitato nel film Le cronache di Narnia - Il leone, la strega e l'armadio.

## Filmografia parziale

### Cinema
- Le cronache di Narnia - Il leone, la strega e l'armadio (The Chronicles of Narnia: The Lion, the Witch and the Wardrobe), regia di Andrew Adamson (2005)
- Confession, regia di Mike Andrew Dawson (2010)
- Sorelle assassine (Perfect Sisters), regia di Stanley M. Brooks (2014)

### Cortometraggi
- The Code, regia di Tariq Nasir (2014)
- Rachel, regia di Sam Washington (2022)